# Jekaterina Alexandrowna Pusanowa
Jekaterina Alexandrowna Pusanowa (russisch Екатерина Александровна Пузанова; engl. Transkription Yekaterina Aleksandrovna Puzanova; * 1. Januar 1979) ist eine ehemalige russische Mittelstreckenläuferin.
2002 wurde sie Russische Hallenmeisterin über 800 und 1500 Meter und siegte bei den Halleneuropameisterschaften in Wien über 1500 Meter. Über dieselbe Distanz schied sie im Sommer bei den Europameisterschaften in München im Vorlauf aus.
2003 verteidigte sie ihren nationalen Hallentitel über 800 Meter. Über dieselbe Distanz lief sie bei den Hallenweltmeisterschaften in Birmingham auf dem sechsten Platz ein, wurde aber bei der anschließenden Dopingkontrolle positiv auf Androstendion und das Nandrolon-Abbauprodukt Norandrosteron getestet, disqualifiziert und wegen dieses Verstoßes gegen die Dopingbestimmungen für zwei Jahre gesperrt.

## Persönliche Bestzeiten
- 800 m: 2:01,14 min, 13. Juli 2002, Tscheboksary
  - Halle: 1:59,91 min, 26. Februar 2003, Moskau
- 1000 m (Halle): 2:42,05 min, 7. Januar 2002, Moskau
- 1500 m: 4:05,42 min, 24. Juli 2002, Thessaloniki
  - Halle: 4:04,77 min, 27. Februar 2003, Moskau